# Алере сир Саон
Алере сир Саон (фр. Allerey-sur-Saône) насеље је и општина у источном делу централне Француске у региону Бургундија-Франш-Конте, у департману Саона и Лоара која припада префектури Шалон сир Саон.
По подацима из 2011. године у општини је живело 801 становника, а густина насељености је износила 48,78 становника/km². Општина се простире на површини од 16,42 km². Налази се на средњој надморској висини од 190 метара (максималној 205 m, а минималној 172 m).

## Демографија
| 1962. | 1968. | 1975. | 1982. | 1990. | 1999. | 2011. |
| ----- | ----- | ----- | ----- | ----- | ----- | ----- |
| 470   | 533   | 504   | 550   | 592   | 616   | 801   |

График промене броја становника у току последњих година